# Facundo Bernal
Facundo Bernal Cruz (Montevidéu, 21 de agosto de 2003) é um futebolista uruguaio que atua como meio-campista do Fluminense.

## Carreira

### Clubes
Bernal iniciou sua formação nas categorias de base do Defensor Sporting. Estreou profissionalmente em 3 de junho de 2021, numa vitória por 2–1 sobre o Rocha, pela Segunda Divisão do Campeonato Uruguaio.
Em 3 de agosto de 2024, foi anunciado como novo reforço do Fluminense.

### Seleção Nacional
Foi convocado para a seleção uruguaia sub-20, integrando o elenco que disputou o Torneio de L'Alcúdia de 2022.
Em maio de 2024, foi convocado pela primeira vez para a seleção uruguaia A', composta por jogadores que atuam no futebol sul-americano. Estreou no dia 31 de maio de 2024, num empate sem gols diante da Costa Rica.
Em outubro de 2024, recebeu sua primeira convocação para a seleção principal do Uruguai.

## Títulos
Defensor Sporting
- Segunda Divisão Uruguaia: 2021[7]

- Copa do Uruguai: 2022 e 2023[8][9][7]